# 4934 Ронаренджер
4934 Ронаренджер (4934 Rhôneranger) — астероїд головного поясу, відкритий 15 травня 1985 року.
Тіссеранів параметр щодо Юпітера — 3,216.